# Archeologische site Ename
De Archeologische site Ename of Provinciale Erfgoedsite Ename ligt in de Oost-Vlaamse deelgemeente Ename. De abdijsite is acht hectare groot en gesitueerd aan de Schelde. Hier zijn de grondvesten bewaard van de Ottoonse burcht, de handelsnederzetting en de Sint-Salvatorabdij. De site heeft een Europees Erfgoedlabel en staat dus op de Europese Erfgoedlijst. Ze is een etappe van de Francia Media Heritage Route.
In 2012 ging naast de abdijruïnes het Provinciaal Erfgoedcentrum open. Sinds eind 2023 verhuisde de collectie van het Provinciaal Archeologisch Museum Ename van Huis Beernaert aan de Lijnwaadmarkt naar het Provinciaal Erfgoedcentrum bij de archeologische site. De vaste tentoonstelling van Erfgoedsite Ename werd geopend op 5 juli 2024 en belicht de diversiteit van erfgoed en het verhaal van Ename. In deze tentoonstelling wordt onder andere de oudste bewaarde schedel van Vlaanderen getoond. 

## Geschiedenis
De burcht werd rond 974 opgetrokken op het uiteinde van een landtong, in een meanderbocht van de Schelde. Geschreven bronnen melden dat Godfried van Verdun, ook Godfried de Gevangene genoemd, lid van de familie Ardennen-Verdun en zijn vrouw Mathilde van Saksen, weduwe van de Vlaamse graaf Boudewijn III, de bouwheren waren. Binnen het burchtareaal bevond zich een Onze-Lieve-Vrouwkapel, waaraan een kapittel van kanunniken verbonden was en dat de burcht zelf als "buitengewoon sterk" omschreven stond.
Deze versterking vormde met die van de mark Antwerpen en Valenciennes in het grensverdedigingssysteem van markgraafschappen dat de Duitse keizer in de Scheldevallei had uitgebouwd. Aan het hoofd stond een markgraaf die de bewaking van de rijksgrens moest verzekeren, in eerste instantie tegen het opdringerige graafschap Vlaanderen dat zich aan de overzijde van de stroom bevond.
De familie Ardennen-Verdun was bekend om zijn trouw aan de keizer en bouwde Ename uit tot een bijzondere plaats, de voornaamste zetel van Lotharingen zoals een historische bron getuigt. Het complex omvatte meer dan een burcht. Er was ook een portus aan verbonden, een nederzetting die onder andere door de extra stimulans die handelsactiviteiten ter plaatse kregen, een prestedelijke allure aannam. Twee kerken, respectievelijk de Sint-Salvatorkerk en Sint-Laurentiuskerk, markeerden de sterke groei van het havenstadje. Ename stond mee in voor de stabiliteit binnen het Lotharingse deel van het keizerrijk.
Lang duurde die internationale uitstraling van Ename niet. Reeds in 1047 nam graaf Boudewijn IV van Vlaanderen de burcht en het havenstadje in bezit.
Boudewijn V van Vlaanderen stichtte er in 1063 op dezelfde plaats een benedictijnenklooster, de Sint-Salvatorabdij.

## Burcht
De burchtflanken werden efficiënt afgeschermd door, aan de ene zijde gebruik te maken van de Scheldebocht; de landzijde werd afgesloten door een 140 m lange en 18 m brede gracht, en een weermuur. Wat de burcht echter zo bijzonder maakte, was de verdedigingstoren. Hij mat aan de binnenzijde 27 bij 10 m met een fundering die 3 tot 4,40 m breed was.
Opvallend aan de burcht was ook de residentiële zaalbouw, centraal in de burcht. De constructie in Doornikse kalksteen was binnenin 40 bij 10 m groot, bezat hoogstwaarschijnlijk een verdieping en bestond oorspronkelijk uit een zaal en een kapel. In dit gebouw - het stenen prestigesymbool van het markgraafschap - grepen de officiële ontvangsten plaats, werden bestuurszaken afgehandeld en gebeurde de rechtspraak. Later werd er een woonkamer voor de verantwoordelijke van de burcht bijgebouwd. De opgravingen werpen ook een licht op het leven van die adel. Wat er bijvoorbeeld gegeten werd, leert ons de keukenafval. Varkensvlees maakte de hoofdmoot van de vleesconsumptie uit, maar ook wild zoals bruine beer, edelhert, kraanvogel en everzwijn was op het menu vertegenwoordigd. Het jachtprivilege daarvan kwam enkel de adel toe. Ceramiek uit het Rijnland en het Maasgebied, zeevis waaronder walvis en zeeschildpad, en bouwstenen uit Doornik wijzen op levendige handelsrelaties.

## Afbeeldingen

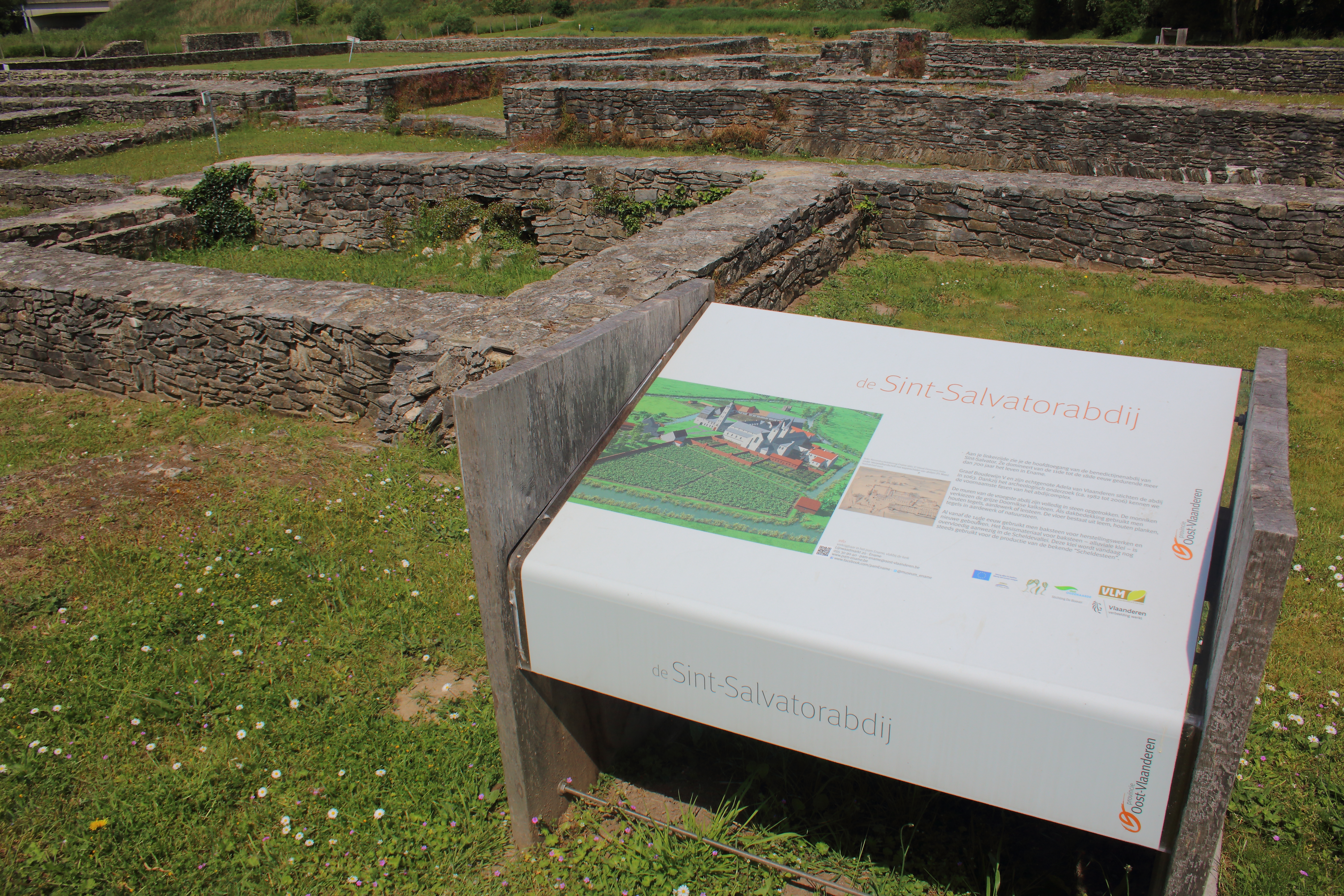
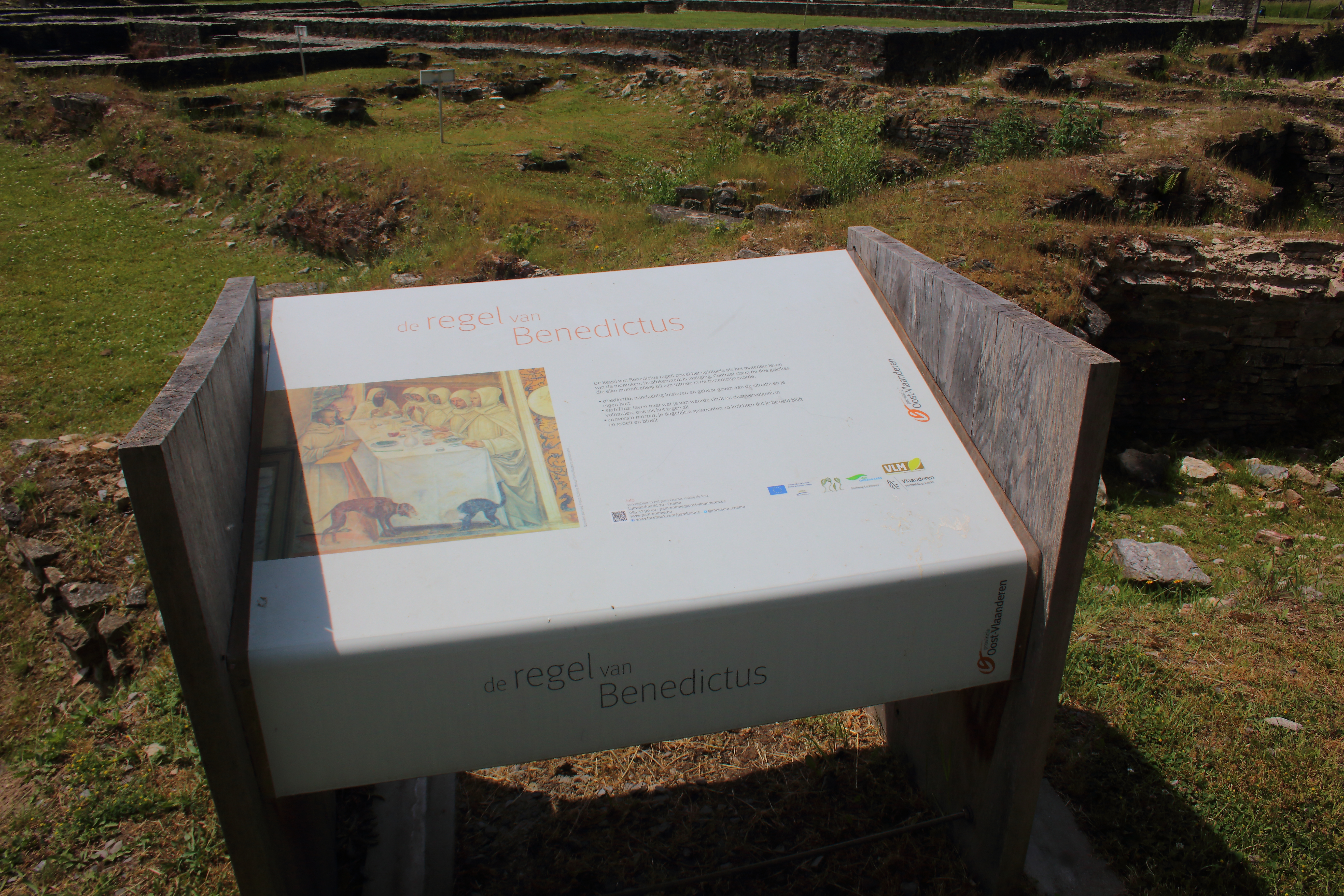
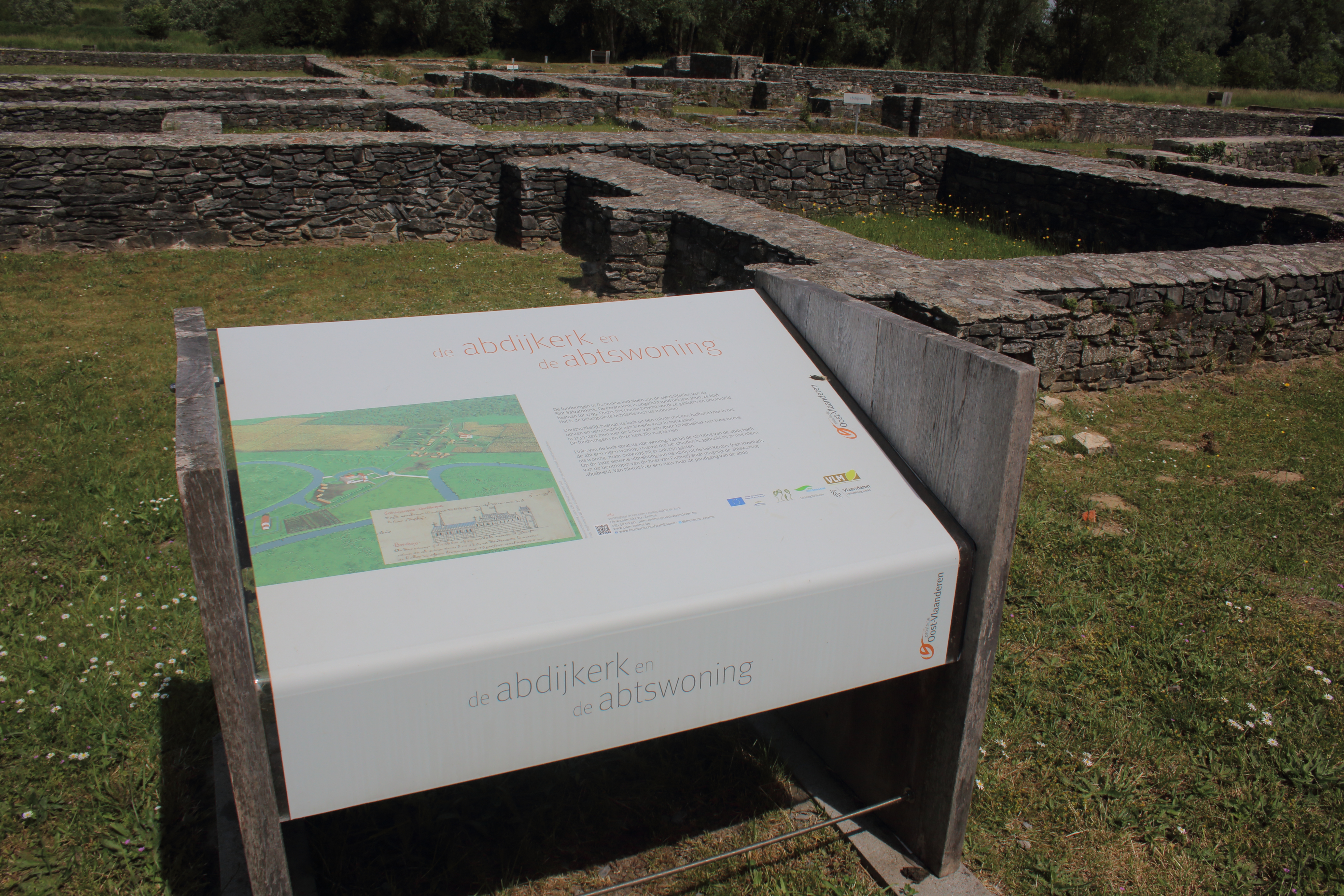
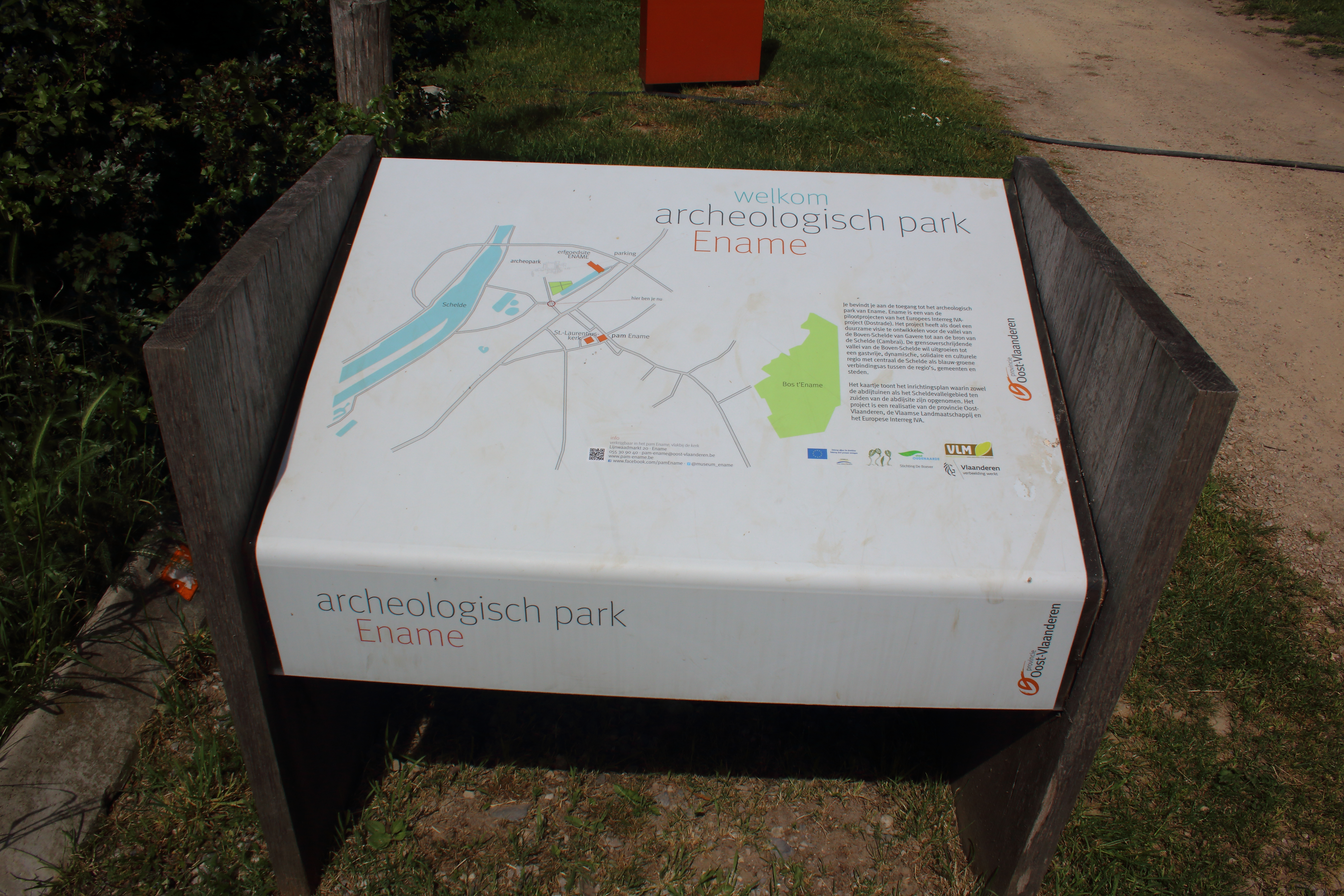
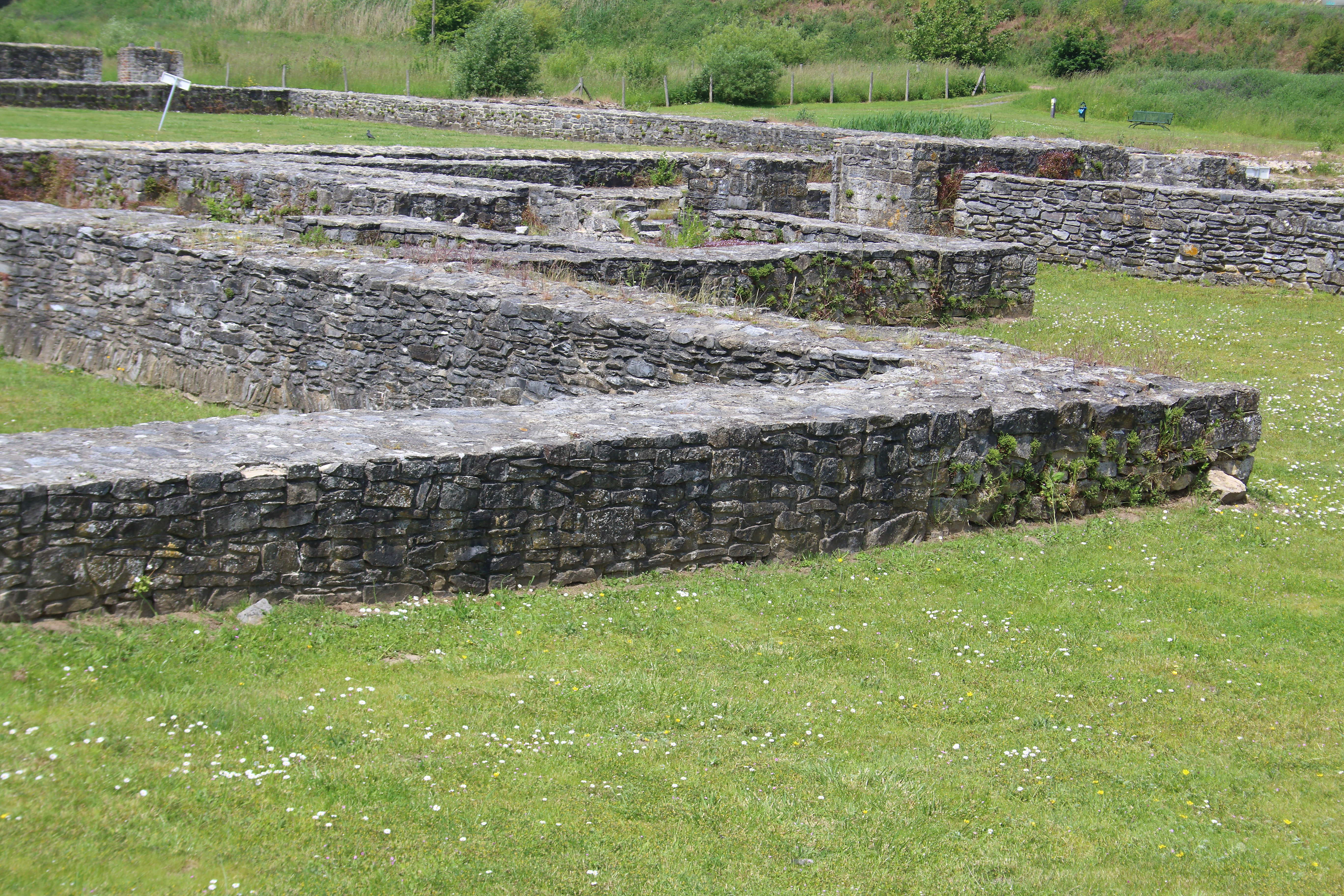
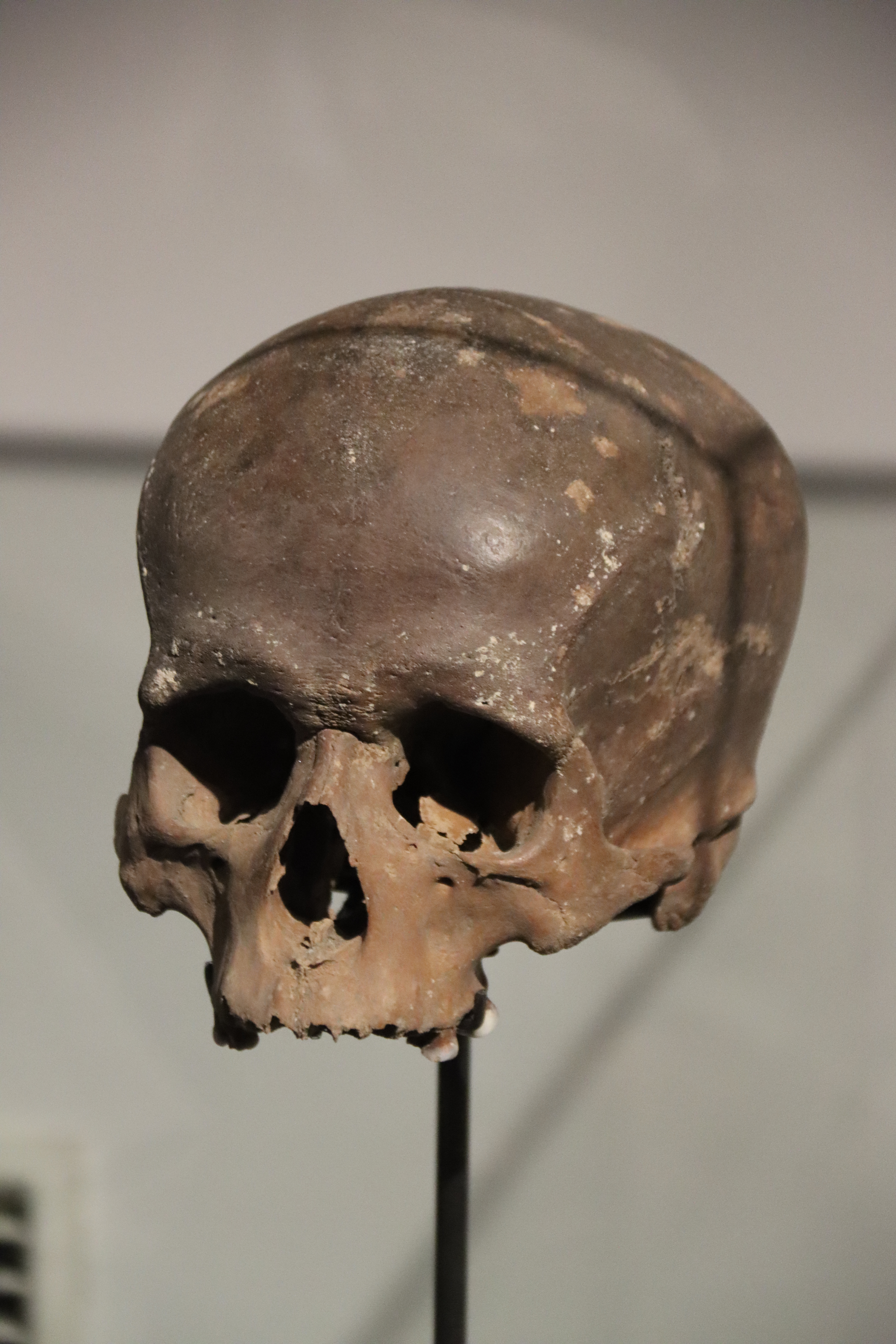
Oudste schedel van Vlaanderen